# Leszek Grzywiński
Leszek Grzywiński (ur. 23 lipca 1923 we Lwowie, zm. 3 listopada 2001 we Wrocławiu) – polski parazytolog, specjalista w zakresie toksoplazmozy, badacz skuteczności leków przeciw pasożytom.

## Życiorys
W 1946 zdał maturę w Zabrzu i rozpoczął studia na Wydziale Medycyny Weterynaryjnej Uniwersytetu i Politechniki Wrocławskiej. Podczas studiów w 1949 został asystentem w Katedrze Zoologii i Parazytologii, w 1950 ukończył naukę i uzyskał stopień magistra. W 1954 został starszym asystentem, a w 1957 objął stanowisko adiunkta w Katedrze Parazytologii i Chorób Inwazyjnych Wydziału Weterynaryjnego Wyższej Szkoły Rolniczej. W 1959 przedstawił i obronił pracę doktorską pt. „Współzależność inwazji i infekcji jelitowych drobiu”, w 1968 habilitował się, został adiunktem, a w 1969 docentem. Od 1960 do 1973 pełnił funkcję sekretarza Zarządu Głównego Polskiego Towarzystwa Parazytologicznego, w latach 1970-1973 był sekretarzem naukowym redakcji 
Wiadomości Parazytologicznych. Od 1971 przez dziewięć lat przewodniczył Sekcji Parazytologii Polskiego Towarzystwa Nauk Weterynaryjnych. W 1972 został kierownikiem Katedry Parazytologii i Chorób Inwazyjnych Akademii Rolniczej we Wrocławiu, od 1973 do 1976 był wiceprezesem Polskiego Towarzystwa Parazytologicznego (pełnił tę funkcję również w latach 1979-1984 i 1988-1992). W 1974 został członkiem Komitetu Parazytologii Polskiej Akademii Nauk, od 1977 był redaktorem naczelnym Monografii Parazytologicznych. W 1975 został członkiem zespołu parazytologów Doradców Departamentu Weterynarii Ministerstwa Rolnictwa i Gospodarki Żywnościowej i pełnił tę funkcję do 1980. W 1976 otrzymał tytuł profesora nadzwyczajnego, został wówczas członkiem Rady Naukowej wrocławskiego Ogrodu Zoologicznego, od 1984 przez cztery lata pełnił funkcję prezesa PTP. W tym samym roku został członkiem Rady Naukowej Instytutu Parazytologii PAN i był nim do 1990, w latach 1986-1990 był członkiem Rady Naukowej przy Ministrze Zdrowia i Opieki Społecznej. W 1989 otrzymał tytuł profesora zwyczajnego, od 1990 do 1993 był dziekanem Wydziału Medycyny Weterynaryjnej Akademii Rolniczej we Wrocławiu. W 1997 przeszedł na emeryturę. Zmarł w 2001, pochowany na Cmentarzu Grabiszyńskim.

## Nagrody i odznaczenia
- Złota Odznaka Związku Nauczycielstwa Polskiego (1964);
- Nagroda zespołowa III stopnia Rektora WSR (1967);
- Nagroda indywidualna II stopnia Rektora WSR (1968);
- Nagroda zespołowa II stopnia Rektora WSR (1972);
- Złoty Krzyż Zasługi (1973);
- Krzyż Kawalerski Polonia Restituta,
- Medal Edukacji Narodowej,
- Medal im. Konstantego Janickiego PTP;
- Odznaka „Zasłużony dla Akademii Rolniczej we Wrocławiu”;
- Odznaka „Zasłużony dla Polskiego Towarzystwa Nauk Weterynaryjnych”.